# De Barmhartige Samaritaan (Gennep)

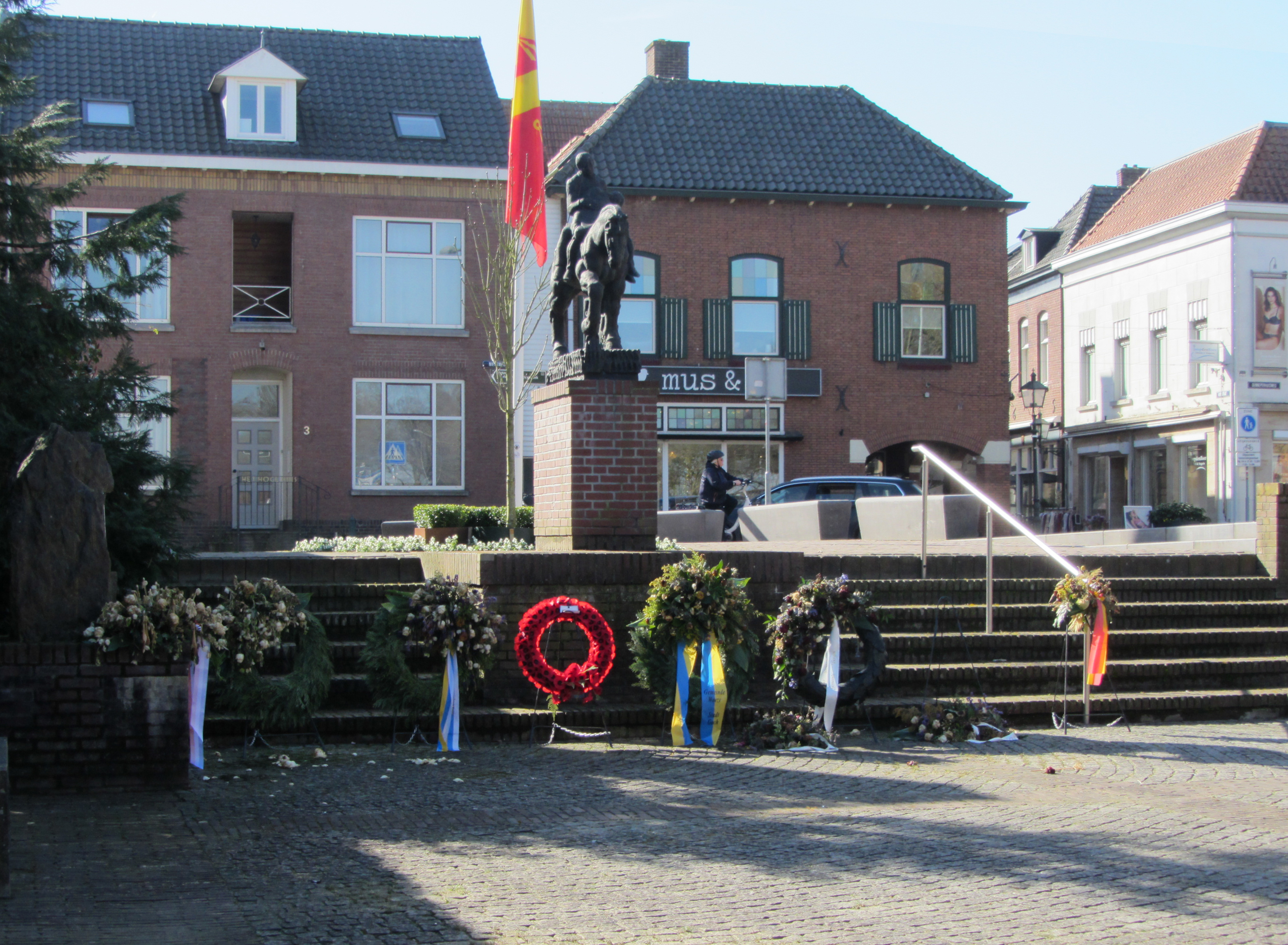
De Barmhartige Samaritaan op het Vrijheidsplein

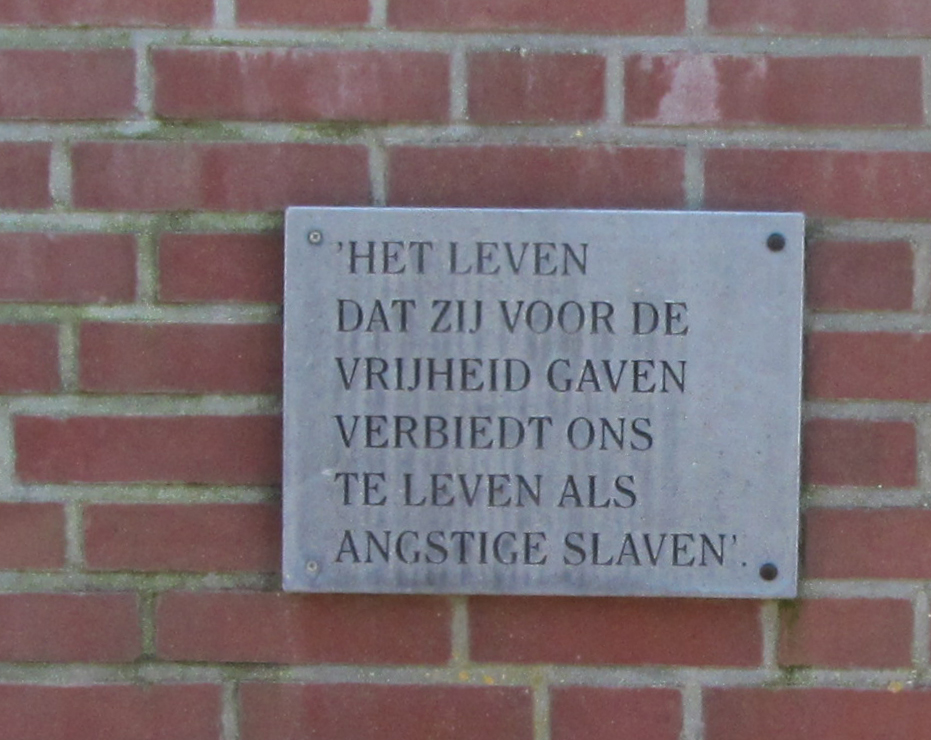
Tekst van Anton van Duinkerken

De Barmhartige Samaritaan is een oorlogsmonument in Gennep. Het monument is ontworpen door beeldhouwer Jac Maris en dient ter nagedachtenis aan vierenvijftig plaatselijke verzets-oorlogsslachtoffers: twee officieren, drie soldaten, vier verzetsmensen, vierentwintig geïnterneerden en eenentwintig burgers.  

## Ontstaansgeschiedenis
Een groep van voormalig verzetsstrijders uit Gennep nam het initiatief voor het monument en financierde het. Op 20 juni 1953 werd het monument onthuld door mevrouw Chr. Hermsen-van Kempen, een koerierster uit het Gennepse verzet.
Het monument is ontworpen door de Duitse beeldhouwer Jac Maris. Eerder ontwierp hij het Airborne monument (1946) in Oosterbeek, het monument voor Nederlandse Militairen (1947) in Heumen en het oorlogsmonument (1951) op Plein 1944 in Nijmegen. Het beeld was oorspronkelijk vervaardigd uit wit Ettringer tufsteen. In 1993 is het vervangen door een bronzen afgietsel, omdat dit gesteente slecht bestand is tegen verwering.

## Vormgeving
De Barmhartige Samaritaan is een bronzen beeld van een man op een paard die een gewonde strijder op schoot draagt. Onder het beeld bevindt zich nog een fries waarop kleine figuren zijn afgebeeld die slachtoffers moeten verbeelden. Het beeld is drie meter hoog en staat op een voetstuk van baksteen. In het voetstuk is een stuk perkament met de namen van de vierenvijftig oorlogsslachtoffers ingemetseld. Op het voetstuk staat een tekst van Anton van Duinkerken: ‘Het leven dat zij voor de vrijheid gaven verbiedt ons te leven als angstige slaven’.  

## Locatie
Het beeld is geplaatst naast de Niersbrug zodat iedereen die Gennep binnenkomt het ziet. De Niersbrug werd in 2015 omgedoopt tot Highlander Bridge. Het plein waarop het monument staat heet sinds 2009 het Vrijheidsplein. Naast het algemeen monument, De Barmhartige Samaritaan, staan op het Vrijheidsplein de volgende monumenten: een Indië-monument voor gesneuvelde soldaten in de Indonesische Onafhankelijkheidsoorlog, het Holocaust-monument voor de 22 vermoorde Joodse inwoners uit Gennep, het Veteranenmonument met Anjerplantsoen en Anne Frankboom, een ‘luisterkei’ met informatie over de verovering van Gennep als onderdeel van de Liberation Route Europe en twee plaquettes met namenlijsten van gesneuvelde militairen van de 51 Highland Division en een met alle overige slachtoffers uit Gennep. .

## Symboliek
Jac Maris was van mening dat het leed van de gevallenen niet moest worden verbeeld in het monument, omdat het de nabestaanden niet zou moeten herinneren aan wat hen is overkomen. Maris wilde juist de naastenliefde en heldhaftigheid van de gevallen verzetsmensen uitdragen, omdat de gevallenen volgens hem om hun verdiensten moeten worden herinnerd. Dit verbeeldde hij door middel van een symbolische weergave van de gelijkenis van de barmhartige Samaritaan.
De symboliek van de barhartige Samaritaan komt ook voor op de oorlogsmonumenten van Amstelveel en Uithoorn. 

## Herdenkingen
Jaarlijks vindt er op 4 mei een lokale herdenking plaats die wordt georganiseerd door burgerinitiatief ‘de Barmhartige Samaritaan’. Tijdens deze herdenking zal het Martinusgilde een vendelhulde brengen en geven de burgemeester, de pastoor en de stadsdichter een toespraak. Bij deze herdenking worden burgerslachtoffers, gesneuvelde bevrijders en Gennepse soldaten die in Nederlands-Indië zijn gestorven herdacht.
Op 17 februari 2019 organiseerden Stichting Veritable en de Wapenbroeders Gennep voor het eerst een veteranendag die daarna jaarlijks zal plaatsvinden. Een herdenkingsplechtigheid, waarbij de bevrijding van Gennep op 12 februari 1945 wordt herdacht, op het Vrijheidsplein  maakt daar ook onderdeel van uit.